# الضربة الجوية على ريف دمشق أبريل 2017
الضربة الجوية على ريف دمشق أبريل 2017 كانت هجوما جويا على مستودع للأسلحة تابع لحزب الله الشيعي اللبناني. تم الاعتداء على مستودع الأسلحة في 27 أبريل 2017. وفقا لعدة مصادر إعلامية يزعم أن القوات الإسرائيلية قامت بالضربة لكن الحكومة الإسرائيلية قالت أن الغارة الجوية كانت متسقة مع سياستها لمنع إيران من تهريب الأسلحة إلى حزب الله عبر الأراضي السورية. جاء الهجوم بعد 3 أسابيع من إطلاق الولايات المتحدة 59 صاروخ توماهوك على مطار الشعيرات العسكري ردا على الهجوم الكيميائي على خان شيخون.
ذكر قناة المنار أن القوات الجوية الإسرائيلية هاجمت مستودع أسلحة إيراني بالقرب من مطار دمشق الدولي صباح اليوم الباكر. ذكرت مصادر مختلفة أن الهجوم تم في حوالي 03:20.
ذكرت وسائل الإعلام الإسرائيلية أن سكان بلدة صفد شمال إسرائيل أشاروا إلى إطلاق صاروخين وانفجارات وقعت بعد ذلك. قال شهود عيان أن ما مجموعه خمس ضربات وقعت بالقرب من طريق المطار. كانت الصواريخ قوية لدرجة أن الأثر كان على بعد عدة كيلومترات في ريف دمشق.

## ردود الفعل

### ردود الفعل الأجنبية
- إيران: قال وزير الدفاع الإيراني حسين دهقان للقناة الإخبارية روسيا 24 أنه يجب نزع سلاح إسرائيل من أجل استعادة السلام والأمن في المنطقة وأنها لم تتبع شيئا سوى الحرب وإراقة الدماء.[5]
- إسرائيل: خلال اجتماعه مع المسئولين الأمريكيين قال وزير الاستخبارات الإسرائيلي يسرائيل كاتس لإذاعة الجيش الإسرائيلي أن الغارة الجوية في سوريا تتوافق تماما مع سياسة الحكومة في العمل على منع تهريب إيران للأسلحة المتقدمة عبر سوريا إلى حزب الله. رفض المتحدث باسم الجيش الإسرائيلي التعليق على الغارة الجوية.
- روسيا: دعا المتحدث باسم الكرملين ديمتري بيسكوف جميع الدول إلى الامتناع عن أي نوع من الإجراءات واحترام السيادة السورية في مؤتمر صحافي. انتقدت المتحدثة باسم وزارة الخارجية الروسية ماريا زاخاروفا الضربات من خلال إدانتها بأنها عمل عدواني ضد سوريا.[6]